# Cocytius morgani
Cocytius morgani är en fjärilsart som beskrevs av Jean Baptiste Boisduval 1875. Cocytius morgani ingår i släktet Cocytius och familjen svärmare. Inga underarter finns listade i Catalogue of Life.